# Herb gminy Kwilcz
Herb gminy Kwilcz – jeden z symboli gminy Kwilcz, ustanowiony 31 stycznia 2005.

## Wygląd i symbolika
Herb przedstawia na tarczy koloru czerwonego srebrną krzywaśń zwieńczoną złotym krzyżem kawalerskim (godło z herbu Szreniawa, którym posługiwał się ród Kwileckich), a pod nią srebrną linię falistą (symbolizującą Pojezierze Międzychodzko-Sierakowskie).